# فيليب آدمسكي
فيليب آدمسكي (بالألمانية: Filip Kamil Adamski)‏ هو مجدف بولندي وألماني، ولد في 5 يناير 1983 في فروتسواف في بولندا.

## وصلات خارجية
- فيليب آدمسكي على موقع الاتحاد الدولي للتجديف (الإنجليزية)
- فيليب آدمسكي على موقع اللجنة الأولمبية الدولية (الإنجليزية)
- فيليب آدمسكي على موقع أوليمبيديا (الإنجليزية)
- فيليب آدمسكي على موقع اللجنة الأولمبية الألمانية (الألمانية)